# Kamanatsuk Brook
Der Kamanatsuk Brook ist ein etwa 65 km langer Fluss im Norden von Labrador in der kanadischen Provinz Neufundland und Labrador.

## Flusslauf
Das Quellgebiet des Kamanatsuk Brook bildet ein 570 m hoch gelegenes Seensystem, 30 km östlich der Provinzgrenze zu Québec. Der Kamanatsuk Brook fließt anfangs 7 km nach Süden und wendet sich anschließend in Richtung Ostnordost. Bei Flusskilometer 46,7 und 40,3 befindet sich jeweils ein Wasserfall am Flusslauf, mit 4,6 bzw. 1,5 m Höhe. Ab Flusskilometer 40 strömt der Kamanatsuk River annähernd schnurgerade in östlicher Richtung. Der Fraser River verläuft annähernd parallel 11,5 km weiter südlich. Zwischen den Flusskilometern 25,3 und 15,5 durchfließt der Kamanatsuk Brook den knapp 10 km langen, 11,1 km² großen und 40 m hoch gelegenen langgestreckten See Tasialuk Lake. 4,8 km oberhalb der Mündung befindet sich ein 6,1 m hoher Wasserfall, der für Wanderfische ein unüberwindbares Hindernis darstellt. Der Kamanatsuk Brook mündet schließlich in das Kopfende der Tikkoatokak Bay, etwa 800 m südwestlich der Mündung des Kotannak Brook. 55 km ostsüdöstlich der Flussmündung liegt die Ortschaft Nain. Das Einzugsgebiet des Kamanatsuk Brook umfasst 829 km².

## Flussfauna
Im Flusssystem des Kamanatsuk River kommt der Wandersaibling und der Amerikanische Seesaibling vor.